# プロカ方程式
場の量子論において、プロカ方程式（プロカほうていしき、Proca equation）は、スピン1を持ち、0でない質量を持つ相対論的なボース粒子、及びそれと対応するベクトル場を記述する運動方程式である。質量が0のプロカ方程式はマクスウェル方程式である。名称はルーマニア出身の物理学者アレクサンドル・プロカに由来する。
プロカ方程式は以下のように表記される。
{\displaystyle \left(\partial _{\mu }\partial ^{\mu }+m^{2}\right)A^{\nu }=0}
ここで、Aνは実ベクトル場、mはベクトル場の質量であり、ミンコフスキー空間の計量テンソルはdiag(+1, -1, -1, -1)を採用している。この形式を見れば分かるように、プロカ方程式はクライン＝ゴルドン方程式で記述されるスカラー場を、時空について4成分のベクトル場と入れ換えた式である。

## ラグランジアン密度
この項で解説するのは、プロカ方程式を導出する最も単純なラグランジアン密度であるプロカ形式である。質量を持つベクトル場を記述する形式として、他にシュテュッケルベルク形式がある。プロカ形式は、シュテュッケルベルク形式における補助スカラー場を0とした場合と等しい形式である。
プロカ形式のラグランジアン密度は以下のように表記される。
{\displaystyle {\mathcal {L}}=-{\frac {1}{4}}F_{\mu \nu }F^{\mu \nu }+{\frac {1}{2}}m^{2}A_{\nu }A^{\nu }}
ここで、Aνは実ベクトル場で、{\displaystyle F_{\mu \nu }\equiv \partial _{\mu }A_{\nu }-\partial _{\nu }A_{\mu }}（Aνが電磁場の場合は電磁場テンソル）である。このラグランジアン密度はベクトル場の質量項が存在するためにゲージ不変性を破っている。
上記のラグランジアン密度をオイラー＝ラグランジュ方程式
{\displaystyle \partial _{\mu }\left({\frac {\partial {\mathcal {L}}}{\partial (\partial _{\mu }A_{\nu })}}\right)-{\frac {\partial {\mathcal {L}}}{\partial A_{\nu }}}=0}
に代入して得られる運動方程式がプロカ方程式である。
{\displaystyle \partial _{\mu }(\partial ^{\mu }A^{\nu }-\partial ^{\nu }A^{\mu })+m^{2}A^{\nu }=0}
ここで、両辺に {\displaystyle \partial _{\nu }} をかけて、{\displaystyle \partial _{\mu }\partial _{\nu }F^{\mu \nu }=0} を用いると、m≠0 のとき、ローレンツゲージ条件
{\displaystyle \partial _{\mu }A^{\mu }=0}
が自動的に導ける。これより、結局、プロカ方程式は
{\displaystyle \left(\partial _{\mu }\partial ^{\mu }+m^{2}\right)A^{\nu }=0}
となる。
なお、四元ベクトルポテンシャルは本来４成分であるが、ローレンツゲージ条件が課されていることにより、独立な成分は３成分になる。これはプロカ方程式によって記述される粒子がスピン1の粒子であることに対応している。